# 1471
1471 (MCDLXXI) fue un año común comenzado en martes del calendario juliano.

## Acontecimientos
- Los portugueses cruzan el ecuador terrestre.
- Sixto IV sucede a Paulo II como papa.
- Enrique VI es capturado por Eduardo IV en el transcurso de la Guerra de las dos Rosas.
- Se establece el Ducado de Ferrara.
- La ciudad de Barcelona sufre una grave epidemia de pulgas que comporta constantes picaduras a la mayor parte de la población. En recuerdo de aquella epidemia, en el lenguaje popular español surgió años después la frase "el año de la picor", para referirse a acontecimientos u objetos considerados viejos o muy antiguos.
- 30 de octubre. Es ordenado sacerdote Roderic Llançol i Borja, más conocido como Rodrigo de Borja, Alejandro VI, El "Papa Borja", quien sería papa desde entre 1492 y 1503.
- 21 de diciembre - Los portugueses descubren la isla de Santo Tomé.

## Nacimientos
- 21 de mayo - Alberto Durero, pintor alemán.

## Fallecimientos
- Pachacútec - Emperador Inca.
- 25 de julio - Tomás de Kempis, monje alemán.
- Antonio Beccadelli, jurista canónigo, poeta y erudito italiano.